# South Holm of Burravoe

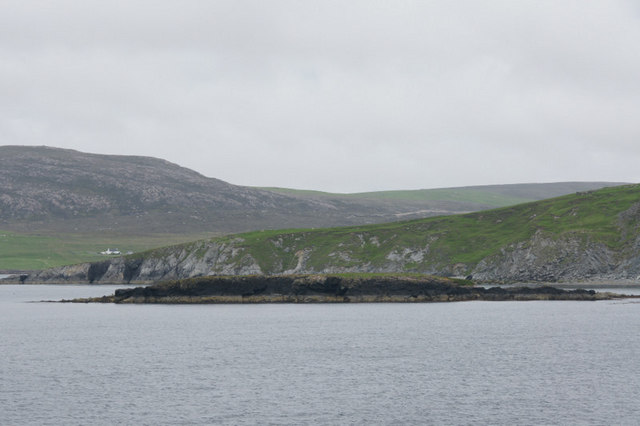
Die Insel von Osten, links hinten der Beorgs of Skelberry

South Holm of Burravoe ist eine Insel (Holm) im Yell Sound, etwa 250 Meter vor der Ostküste der Halbinsel North Roe im äußersten Norden von Mainland, der Hauptinsel der zu Schottland zählenden Shetlands. Sie hat die Ausmaße von 70 auf 80 Meter und ist unbewohnt. 400 Meter im Nordosten liegt mit dem etwas größeren North Holm of Burravoe eine weitere Insel, etwa 500 Meter im Südwesten öffnet sich nach Westen die Bucht Burra Voe.